# Werner Niethammer
Werner Niethammer (zm. 1946) – as lotnictwa niemieckiego Luftstreitkräfte z 6 potwierdzonymi  zwycięstwami w I wojnie światowej.
Służył w eskadrze myśliwskiej Jasta 13. Pierwsze zwycięstwo odniósł 9 czerwca 1918 roku nad samolotem Breguet XIV. Do końca wojny służył w Jasta 13 odnosząc łącznie 6 potwierdzonych zwycięstw powietrznych ostatnie 22 października. Latał na samolocie Fokker D.VII. Jego samolot był oznaczony godłem osobistym w postaci białego młota.
Powojenne losy Wernera Niethammer nie są znane, wiadomo tylko, że zmarł w 1946 roku.